# Europenii din Algeria
Europenii din Algeria sunt popoarele din Europa care de-a lungul perioadei coloniale au migrat în teritoriile actualei Republici Algeriene Democrate și Populare. La apogeu, populația acestora a ajuns să numere 1,6 milioane de locuitori, adică 15,2% din populația întregii colonii, reprezentând majoritatea în unele urbe.